# Paolo Montarsolo
Paolo Montarsolo (ur. 16 marca 1925, zm. 31 sierpnia 2006) – włoski bas operowy, najaktywniejszy w latach 60. do 80. XX wieku, utożsamiany przede wszystkim z rolami buffo.

## Życiorys
Paolo Montarsolo urodził się w Portici. Po studiach wokalnych w Neapolu i Mediolanie zadebiutował w Teatro di San Carlo w Neapolu 1949 roku. Jednak swój pierwszy w pełni profesjonalny debiut zanotował w 1950 roku w Operze Bolońskiej jako Luardo w I quatro rusteghi Ermanno Wolfa-Ferrariego. W 1952 r. został zaangażowany do La Scali, gdzie występował przez 10 sezonów.
Początkowo śpiewał małe role, ale szybko dał się poznać w rolach buffo w operach Mozarta i Gioacchino Rossiniego. W 1954 roku zaczął występować poza granicami Włoch, głównie w Wiedniu, Salzburgu, Paryżu, Londynie, Glyndebourne. W 1957 roku zadebiutował w Stanach Zjednoczonych w Dallas Opera, następnie występował w San Francisco Opera, Lyric Opera of Chicago, gdzie w 1958 r. po raz pierwszy zaśpiewał rolę Don Basilia w Cyruliku Sewilskim G. Rossiniego, oraz Metropolitan Opera w Nowym Jorku.
Odszedł ze sceny w 1997 roku, ale pozostał aktywny jako reżyser i pedagog. Zmarł w Rzymie w 2006 roku.

## Największe kreacje
- Don Bartolo w "Weselu Figara" W.A.Mozarta, w tym w reżyserii Jeana-Pierre’a Ponnelle pod dyrekcją Karla Böhma,
- Don Basilio w "Cyruliku Sewilskim" G. Rossiniego, w tym w reżyserii Jeana-Pierre’a Ponnelle, pod dyrekcją Claudio Abbado,
- Don Magnifico w "Kopciuszku" G. Rossiniego, w tym w reżyserii Jeana-Pierre’a Ponnelle, pod dyrekcją Claudio Abbado,
- Don Alfonso w "Così fan tutte" W.A. Mozarta, w tym w reżyserii Jeana-Pierre’a Ponnelle, pod dyrekcją Nicolausa Harnoncourta
- Mustafa, bej Algieru we "Włoszce w Algierze" G. Rossiniego.

Brał również udział w wielu przedstawieniach oper innych XVIII-wiecznych kompozytorów takich jak: Giovanni Battista Pergolesi, Luigi Cherubini, Domenico Cimarosa, Giovanni Paisiello itd.
Oprócz ról w repertuarze 18 wiecznym kreował:
- Fra Melitone w "Mocy przeznaczenia" G. Verdiego
- Geronte w "Manon Lescaut" G. Pucciniego
- Tytułową rolę w "Gianni Schicchi" G. Pucciniego
- Barona Ochs w "Kawalerze srebrnej róży" R. Straussa
- Doktora w "Wozzecku" A. Berga
- Doctora Dulcamarę w "Napoju miłosnym" G. Donizettiego
- Tytułową rolę w "Don Pasquale" G. Donizettiego

jak również role we współczesnych dziełach.